# Quiniluban
Quiniluban, englisch Quiniluban Island, ist eine philippinische Insel der gleichnamigen Quiniluban-Inseln in der nördlichen Sulusee.

## Geographie
Die Insel ist die größte und Hauptinsel der Quiniluban-Inseln, liegt in deren Nordosten und ist bis zu 293 m hoch. Sie ist dürftig bewachsen und nur an den Küstenstreifen bewohnt.

## Verwaltung
Die Insel gehört zur philippinischen Gemeinde Agutaya in der Provinz Palawan.